# هانا برنت
هانا برنت (انگلیسی: Hannah Brandt؛ زادهٔ ۲۷ نوامبر ۱۹۹۳) بازیکن هاکی روی یخ اهل ایالات متحده آمریکا است.